# Fiad
Fiad je obec v maďarské župě Somogy.
V roce 2011 zde žilo 156 obyvatel.